# 真ゲッターロボ!! 異聞 Try to Remember
『真ゲッターロボ!! 異聞 Try to Remember』（しんゲッターロボ いぶん トライトゥリメンバー）は、作画：松本久志、脚本：今川泰宏、原作：ダイナミック企画による日本の漫画作品。

## 概要
2001年4月から同年12月にかけて講談社より刊行された、『スーパーロボット大戦α』並びに『スーパーロボット大戦α外伝』のアンソロジーコミック『スーパーロボット大戦トリビュート』全3巻の各巻末に1話ずつ掲載された連作漫画。作品単独での単行本化はなされていない。
脚本担当の今川が過去に3話分のみ監督を務めたとされるOVA作品『真ゲッターロボ 世界最後の日』と一部の登場人物や設定を共通しており、壮大な戦いのプロローグ的な構成となっているが、『世界最後の日』とつながらない設定も散見されるなど、実質的に同作とは別物の単独作品となっている。

## 物語
月面戦争後のゲッター線収集基地、別名「月面監獄」にて囚人たちを率いて暴動を起こし、逃走を図った首謀者の流竜馬の眼前に、かつての戦いで死亡したはずの戦友、三泥と地獄の2人が姿を現す。5年前、彼らはインベーダー戦争で隔離された月から地球へ帰還した際、インベーダーに寄生された愛娘・ミチルを生かすため、人類を裏切った早乙女博士と対峙していた。

## 登場人物
流竜馬（ながれ りょうま）
インベーダー共々月面に隔離されたが、三泥、地獄らと共に強行突破して地球に帰還。早乙女博士が率いる新世代ゲッターに攻撃されるが、隼人によって本性を暴かれた早乙女博士の真意を知ることとなった。
5年後は月面監獄に収監されていたが、囚人たちを率いて反乱を起こし、眼前に再び現れた三泥や地獄と共にゲッターロボに搭乗すると、早乙女博士の率いるインベーダーの大群と激突する。その最中、ミチルに託された「真のゲッター計画」の力を発揮する。
漫画やOVAシリーズ同様に超人的な身体能力を持ち、全身武装した警備兵を素手で殴り倒すほか、わずか数秒とはいえ息を止めて宇宙空間の真空を生身で移動している。
三泥（みどろ）、地獄（じごく）
竜馬と共に月面でインベーダーと戦っていたパイロット。竜馬と共にゲッターロボで地球に帰還するが（彼ら以外は突破できずに死亡した模様）、インベーダーの力によって巨大化した早乙女博士によって乗機ごと潰され、死亡する。
5年後、月面監獄を脱出した竜馬の前に姿を現し、共にゲッターロボでインベーダーを迎え撃ったが、その正体は変装した隼人と敷島博士だった。
両者共に、永井豪の漫画『ガクエン退屈男』の登場人物がモデルとなっている。
早乙女博士（さおとめはかせ）
ゲッターロボの開発者。インベーダーに寄生された娘・早乙女ミチルを生かし続けるため、地球へのゲッター線照射を継続させるために月面へ竜馬らパイロットたちを封鎖し、自らもインベーダーに身を売った。
インベーダーの力によりゲッターロボとほぼ同サイズにまで巨大化することも可能で、機体の配線に指を突っ込み強制分離させるなどの戦術で竜馬たちを圧倒した。
インベーダー
何万光年以上もはるか先の宇宙を漂っていたが、早乙女博士によって開かれた月面のゲートから次々と召喚され、ゲッターロボを襲う。
早乙女ミチル（さおとめ ミチル）
早乙女博士の娘。インベーダーに寄生され、ゲットマシンの合体事故で瀕死の重傷を負う。その命を救うため、早乙女博士が外道に堕ちるきっかけとなってしまった。
肉体はインベーダーに侵されながらも、暴走した父を止めるためにイーグル号を5年もの間守り、竜馬に「真のゲッター計画」を託した。

## 登場兵器
ゲッターロボ
本作では3機が登場し、それぞれ竜馬、三泥、地獄が単独で操縦している。5年後には竜馬、三泥（隼人）、地獄（敷島博士）が搭乗してインベーダーに立ち向かう。
ゲッターロボG
劇中では次世代型とのみ呼称。武蔵、弁慶がそれぞれ単独で搭乗して竜馬達を襲ったほか、5年後には早乙女博士が量産された軍勢を用意している。
ゲッターゼロ
ミチルから託された「仮面」を被った竜馬が「チェンジ・ゲッターロボ」の掛け声と同時に、ゲッターロボ諸共変貌したゲッターの新たな形態。
背中に生やした翼、顔に被った仮面、そしてエネルギーの光で形作られた竜馬の姿をしており、その全長は本来のゲッターのみならず、数百メートルはあるインベーダーの戦艦すらも凌駕する。月面のインベーダーを一掃する力を持つが、その姿はわずかな時間しか留められない。
「真のゲッター計画」の産物とされ、本来は「號」と名乗る人物に託されるべき存在だったと言及されている。
インベーダー戦艦
早乙女博士が操る巨大戦艦で、サイズはゲッターロボをはるかに超える。月面にゲートを発生させ、宇宙の彼方からインベーダーを大量に呼び寄せた。
石川賢の漫画『虚無戦記』で虎が操る宇宙戦艦と同一の外見。

## 単行本
『スーパーロボット大戦トリビュート』（講談社、マガジンZコミックスデラックス、各巻に1話ずつ収録）
1. α篇（2001年4月発売 ISBN 978-4063343991）
2. α外伝篇（2001年7月発売 ISBN 978-4063344349）
3. α外伝篇II（2001年12月発売 ISBN 978-4063345032）